# Heimo Reinitzer
Heimo Reinitzer (* 24. September 1943 in Graz) ist ein in Deutschland lebender österreichischer Germanist. Bis 2008 war er Professor für Ältere deutsche Literaturwissenschaft an der Universität Hamburg und wissenschaftlicher Leiter des Deutschen Bibelarchivs (bis 2005). Von 2006 bis 2013 war er der Gründungspräsident der Akademie der Wissenschaften in Hamburg.

## Leben
Reinitzer stammt aus einer Akademikerfamilie. Sein Großvater Friedrich Reinitzer war der Entdecker der Flüssigkristalle. Seine ältere Schwester ist die Bibliothekarin Sigrid Reinitzer. Heimo Reinitzer studierte ab 1961 Germanistik, Geschichte und Philosophie an der Karl-Franzens-Universität Graz und wurde 1967 mit einer Arbeit zur Literaturkritik im Mittelalter zum Dr. phil. promoviert. Von 1964 bis 1966 war er Wissenschaftliche Hilfskraft am Germanistischen Institut der Universität Graz; 1967/1968 wissenschaftlicher Assistent an den Universitäten Graz, Köln und Hamburg. 1971 folgte die Ernennung zum Wissenschaftlichen Oberrat an der Universität Hamburg. Im Jahr 1979 übernahm Heimo Reinitzer die wissenschaftliche Leitung des 1930 gegründeten Deutschen Bibelarchivs zur Erforschung der Wirkungsgeschichte der Bibel. Er engagierte sich für die konzeptionelle Neuausrichtung des Deutschen Bibelarchivs und konnte es in den kommenden 25 Jahren zu einer anerkannten Institution aufbauen, die auch international mit anderen Universitäten, Bibliotheken, Wissenschaftlern und Studenten in Ausstellungen, Tagungen und Publikationen kooperierte. Von 1981 bis 1988 arbeitete er an der Erschließung der Bibelsammlung der Herzog August Bibliothek in Wolfenbüttel.
1982 wurde Heimo Reinitzer auf eine Professur für Ältere deutsche Literaturwissenschaft am Institut für Germanistik I der Universität Hamburg berufen, die er bis 2008 innehatte.
Im Jahr 2006 wurde er zum ersten Präsidenten der Akademie der Wissenschaften in Hamburg (gegr. 2004) gewählt und im Jahr 2008 für weitere fünf Jahre in diesem Amt bestätigt. Er ist Sprecher der Akademie-Arbeitsgruppe „Region, Nation, Europa. Merkmale ihrer Identität“. Als Akademie-Präsident versuchte Reinitzer im Februar 2013, Einfluss auf ein an der Universität Düsseldorf durchgeführtes Verfahren zur Aberkennung des Doktortitels von Annette Schavan zugunsten der damaligen Wissenschaftsministerin zu nehmen.
Heimo Reinitzer hat zahlreiche Publikationen vorgelegt, insbesondere zur Wirkungsgeschichte der Bibel in Text- und Bildzeugnissen im deutschsprachigen Raum, zum Verhältnis von Text und Bild und zur mittelalterlichen Bedeutungskunde. Ein weiterer Schwerpunkt liegt im Bereich der Edition und Kommentierung von Texten. Seit 1973 hielt er zahlreiche Vorträge im In- und Ausland und verfasste eine Reihe von Gutachten für Stiftungen (u. a. Volkswagen-Stiftung, Hamburgische Wissenschaftliche Stiftung).

## Ämter, Mitgliedschaften und Aktivitäten
Reinitzer war von 1989 bis 1993 Sprecher des Fachbereichs Sprachwissenschaften der Universität Hamburg, von 1990 bis 1993 Mitglied des Akademischen Senats und des Konzils der Universität Hamburg. Von 1999 bis 2003 war er Geschäftsführender Direktor des Instituts für Deutsche Gebärdensprache und Kommunikation Gehörloser an der Universität Hamburg. Seit 1990 ist er Sachverständiger für Handschriften und alte Drucke bei der Handelskammer Hamburg.
Von 1995 bis 2010 war Reinitzer Vorsitzender der Leitungskommission für die Hamburger Arbeitsstelle des Goethe-Wörterbuchs, von 1998 bis 2010 Mitglied der Gemeinsamen Kommission der Berlin-Brandenburgischen, Göttinger und Heidelberger Akademien der Wissenschaften für das Goethe-Wörterbuch.
Er war von 1996 bis 1999 Mitglied der Kommission für Archivpolitik der Berlin-Brandenburgischen Akademie der Wissenschaften.
Er war von 1993 bis 2005 Mitglied der Hamburgischen Wissenschaftlichen Stiftung und ist seit 1996 Mitglied der Susanne- und Michael Liebelt-Stiftung. Von 2002 bis 2010 war er Vorstandsvorsitzender der Hamburger Universitätsstiftung und Mitglied im Vorstand der Dähn-Stiftung. Seit 2010 ist er Geschäftsführer der Hamburgischen Stiftung für Wissenschaften, Entwicklung und Kultur Helmut und Hanneslore Greve. Er ist Mitglied im Beirat der Stiftung Bibel und deutsche Kultur und der Luther-Gesellschaft.
Er war von 1990 bis 2002 Mitglied des Kirchenvorstands von Sankt Jacobi Hamburg und nahm Einfluss auf die Gestaltung der Kirche und auf Restaurierung der Schnitger-Orgel. Er gehört der Expertenrunde für die Orgel in St. Michael in Hildesheim an.

## Familie
Heimo Reinitzer ist ein Enkel des österreichischen Botanikers und Chemikers Friedrich Reinitzer und ein Großneffe des österreichischen Chemikers Benjamin Reinitzer; zu seinen Vorfahren zählt auch der Prager Kaufmann und Bergsteiger Johann Stüdl. Seine Schwester ist die Bibliothekarin Sigrid Reinitzer.

## Der Sportler
Heimo Reinitzer war zehnfacher österreichischer Meister im Diskuswurf und Kugelstoßen (1963–1972); er nahm an zwei Leichtathletik-Europameisterschaften (Budapest 1966, Helsinki 1971), an den Studenten-Weltmeisterschaften in Budapest (1965) sowie den Olympischen Spielen 1968 in Mexiko-Stadt und 1972 in München teil.

## Preise und Ehrungen
- 1976 Förderpreis der Theodor-Körner-Stiftung Wien
- 1979 Joachim Jungius Preis der Joachim-Jungius-Gesellschaft der Wissenschaften Hamburg
- 1987 Mitglied der Joachim-Jungius-Gesellschaft der Wissenschaften Hamburg
- 1993 Großes Ehrenzeichen für Verdienste um die Republik Österreich
- 2005 Korrespondierendes Mitglied der Akademie der Wissenschaften zu Göttingen
- 2005 Gründungsmitglied der Akademie der Wissenschaften in Hamburg

## Publikationen (Auswahl)
- Geschichte der deutschen Literarkritik im Mittelalter. Phil. Diss. (masch.) Graz 1966.
- als Hrsg. mit Wolfgang Harms: Naturkunde und allegorische Naturdeutung. Aspekte der Weltbetrachtung zwischen 13. und 19. Jahrhundert. Bern/Frankfurt am Main 1980 (= Mikrokosmos. Band 7).
- Vom Vogel Phönix. Über Naturbetrachtung und Naturdeutung. In: Wolfgang Harms, Heimo Reinitzer (Hrsg.): Natura loquax. Frankfurt am Main 1981 (= Mikrokosmos. Band 7), S. 17–72.
- als Hrsg. mit Wolfgang Harms: Natura loquax. Frankfurt am Main 1981 (= Mikrokosmos. Band 7).
- Biblia deutsch. Luthers Bibelübersetzung und ihre Tradition (Ausstellungskatalog der Herzog August Bibliothek 40), Wolfenbüttel und Hamburg 1983.
- als Hrsg.: All Geschöpf ist Zung’ und Mund (= Vestigia Bibliae. Band 6). Hamburg 1984.
- mit Walter Sparn als Herausgeber: Verspätete Othodoxie: Über D. Johann Melchior Goeze (1717–1786). Harrassowitz, Wiesbaden 1989, ISBN 3-447-02976-5. (Wolfenbütteler Forschungen Bd. 45, 1989).
- Mauritius von Craûn. Kommentar (Zeitschrift für deutsches Altertum und deutsche Literatur, Beiheft 2), Stuttgart 1999.
- Text – Bild – Musik. Zur Orgelspielerin im Maler Nolten. Für Dietrich Gerhardt zum 11. Februar 2001. Mit einer Würdigung und Schriftenverzeichnis vorgelegt in der Sitzung vom 13. Juli 2001 (Berichte aus den Sitzungen der Joachim-Jungius-Gesellschaft der Wissenschaften e. V. Hamburg 20/2002, 2), Göttingen 2002.
- Gesetz und Evangelium. Über ein reformatorisches Bildthema, Tradition, Funktion und Wirkungsgeschichte. Hamburg 2006.
- Tapetum Concordiae. Peter Heymans Bildteppich für Philipp I. von Pommern und die Tradition der von Mose getragenen Kanzeln (Abhandlungen der Akademie der Wissenschaften in Hamburg Band 1), Berlin – Boston 2012.
- Deutschland und Europa: Wächst zusammen, was zusammen gehört? (Abhandlungen der Akademie der Wissenschaften in Hamburg Band 3), Berlin – Boston 2013.